# Sirin (Beisan)
Sirin (سرين) était un village arabe palestinien situé dans le sous-district de Beisan et le district de Galilée.
Exemple de réussite agricole et d’entente inter-communautaire, il fait partie des centaines de villages palestiniens expulsés et détruits lors de la première guerre israélo-arabe, le 6 avril 1948.

## Géographie
Sirin était situé à une altitude moyenne de 200 m et à 17 km au nord de Beisan,, à la limite du sous-district de Beisan et de celui de Tibériade. Il était installé sur un terrain plat bordé au nord-ouest par l’oued Wadi al-Ruduh et au sud-est par le Wadi al-Bayadir.
Le territoire du village avait une superficie de 28 445 dounams (28,85 kilomètres carrés), dont 11 379 dounams de terres publiques, 477 dounams de terres propriété de Juifs et 16 589 de terres appartenant à des Arabes. 57 % des terres étaient cultivées. Sur cette superficie, 413 dounams étaient des terres irriguées, environ 1500 hectares15 813 étaient utilisés pour la culture des céréales et 131 dounams étaient construits. Les maisons sont construites en pierre volcanique noire liées à la terre, et les toits sont faits de couches de bois et de bambou.
Le village n’était pas accessible en voiture ; une route le reliait à la grande route Samakh-Beisan, et des chemins et petites routes le reliait aux villages voisins.
La possession des terres et leur culture se faisait collectivement. Officiellement, la terre appartenait au sultan tout en faisant partie des terres du Jiftiliq, mais les paysans conservaient le droit de la cultiver, et l’ont maintenu face au capitalisme et au sionisme.
Ilan Pappé note que le climat et la terre de Sirin sont très rudes, mais que, par leurs efforts, les Arabes avaient réussi à en faire un « jardin d’Eden », en utilisant l’eau des sources pour arroser (en transportant l’eau à dos d’âne) à faire prospérer trois boustans (grands vergers) de 900 hectares au total (arbres fruitiers et oliviers). Une fois les habitants expulsés et le village détruit, les arbres fruitiers sont morts et jamais les Israéliens n’ont réussi à refaire verdir la zone.

## Histoire
Une inscription en grec a été retrouvée dans la maison de Zayd al-Shihada.

### Empires romain et byzantin
Un village existait déjà sous l’Empire romain.
Près d’une source des blocs de pierre taillé ont été retrouvés, apparemment des linteaux de la période byzantien. D’autres vestiges byzantins ont été trouvés dans le village, dont une inscription en grec et un pavement de mosaïque.
Conder suggétait que le village correspondait à Sirin, un village de Samaritains au VIIe siècle.

### Croisades
En 1168, à l’époque du royaume de Jérusalem, le village était appelé Losserin. Il est vendu par Simon Chevron aux Hospitaliers.
En 1994, Andrew Petersen visite Sirin, et inspecte une structure rectangulaire de 10 mètres sur 12, identifiée comme une tour. Ses deux entrées étaient situées au nord et au sud, celle au sud étant la plus ancienne. La maçonnerie et les voûtes indique que la construction remonte aux Croisades, et la porte du nord date des Ottomans.

### Empire ottoman
Le village tire son nom du maqam de cheikh Ibn Sirin selon Pappé, ou vient du mot plis.
Comme le reste de la Palestine, Sirin relève de l’Empire ottoman de 1517 à 1918.
Aux XVIe et XVIIe siècles, Sitin al-Turab, comme le village était appelé, appartenait à l’émirat Turabay (en) (1517-1683), qui comprenait aussi la vallée de Jezréel, Haïfa, Jénine, la vallée de Beisan, le nord du djebel de Naplouse, Bilad al-Ruha/Ramot Menashe, et la partie nord de la plaine côtière,.
Dans le cadastre de 1596, Sirin faisait partie de la nahié (sous-district) de Jénine et de la liwa ("district") de Lajjun, avec une population de 45 foyers musulmans. Les villageois payaient des taxes de 25 % sur le blé, l’orge, les chèvres et les ruches qu’ils produisaient, pour un montant total de 20 600 akçe.
La carte de Pierre Jacotin relevée pendant la campagne d'Égypte de 1798-1799 mentionne le village, nommé Serin. James Silk Buckingham (en), qui visite le village en 1816, transcrit le nom "Sereen" et le décrit comme constitué de 30 à 40 maisons avec une demi-douzaine de tentes de Bédouins installées à proximité. En 1838, Edward Robinson le mentionne comme un des villages sur le rebord de la vallée du Jourdain avec Awlam (en).
En 1859, le consul d’Angleterre estime sa population à environ 100 habitants, qui cultivent 35 feddans. En 1875, Victor Guérin estime la population à environ 400 habitants. Il mentionne également une tour ancienne, dont chaque face mesurait 14 pas, ainsi que deux anciennes églises, l’une d’elles étant convertie en mosquée. Il y avait aussi un wali appelé Neby Sirin. En 1882, l’enquête du Palestine Exploration Fund sur la Palestine note que les maisons du village sont construites en adobe entourées de figuiers de Barbarie.

### Mandat britannique
Au recensement de 1922, mené par les autorités du mandat britannique, Sirin avait une population de 681 habitants ; 621 musulmans et 60 chrétiens, tous les chrétiens étant catholiques romains. La population a légèrement diminué au recensement de 1931 à 630 habitants, dont 562 musulmans et 68 chrétiens. Enfin, en 1945, dans les statistiques de Village, il y avait 810 habitants, dont 620 musulmans et 190 chrétiens,.
Le clan principal du village était les Zu’bi, auquel appartenait le moukhtar, Moubarak al-Hadj al-Zu’bi, avait travaillé dans la compagnie d’Edmond de Rothschild avec le futur maire d’Haïfa, Shabtai Levy (en). Lors de la grande révolte arabe, au moins dix membres du clan Abou al-Hija, proche du grand mufti al-Husseini, ont pris les armes, selon les dossiers Village de la Haganah, qui note qu’ils ont gardé leurs fusils et n’ont été ni tués, ni arrêtés. L’instituteur de l’école où 40 garçons recevait l’instruction primaire était chrétien ; l’imam Muhammad al-Mustafa avait de bonnes relations avec la minorité chrétienne ; il avait la garde du monastère et de l’église locales.

### Guerre de 1948
En 1948, la population de Sirin est estimée à 940 habitants.
Le village est expulsé par les milices juives en avril. En juin 1948, quelques habitants étaient revenus. Définitivement expulsé par l’armée israélienne dans l’été, Sirin est commlètement détruite.
Benny Morris indique que Sirin est le premier d’une douzaine de villages évacués sur un ordre du Haut Comité arabe, qui selon lui aurait craint une trahison (ce que l’Encyclopédie de la question palestinienne juge peu plausible) en avril-mai 1948 pour « pour des raisons militaires liées à l’invasion ». Pappé estime que le village n’a pas été évacué et qu’il pensait qu’« il serait exempt du destin des villages voisins » grâce aux bonnes relations qu’il avait noué avec les autorités juives. Le village est cependant occupé le 12 mai (jour de l’occupation de Beisan), la population expulsée, et la mosquée, l’église et le monastère détruits, ainsi que toutes les maisons. C’est la brigade Golani qui procède à l’opération.
Quand les troupes israéliennes entrent à Sirin en juin 1948, une centaine d’habitants y étaient retournés. Après avoir vérifié leurs identités et recherché des armes (les soldats ont trouvé quelques couteaux), les troupes quittent le village. Un rapport de l’officier de renseignement du bataillon recommande d’expulser les Arabes, d’arrêter les jeunes hommes et de confisquer les récoltes. Sirin, tout comme les villages d’Hadatha, 'Ulam et Ma'dhar, sont ethniquement nettoyés par l’armée israélienne à l’été 1948.

### Israël
Depuis la destruction du village par Israël, la zone est redevenue désertique.
En 1992, Walid Khalidi décrit ce qui reste de Sirin : « Le cimetière et une maison (qui sert à stocker la paille) sont tout ce qui reste de Sirin. On peut voir des amas de pierres entourés de cactus. Le site est utilisé comme parc à bestiaux. La source au milieu du village est recouverte d’une construction en pierre. Une partie des terres autour du village est plantée en coton ».
En 1994, Andrew Petersen visite Sirin et examine les ruines d’une tour croisée.
En 1998, le nombre des réfugiés descendant des habitants expulsés de Sirin en 1998 est estimé à 5770.